# عمر شيخ ميرزا الثاني
عمر شيخ ميرزا (873 هـ الموافق 1469م – 899 هـ الموافق 1493م) حاكم وادي فرغانة. وهو الابن الرابع لأبو سعيد ميرزا سُلطان الدولة التيمورية. عندما توفي والده أبو سعيد ميرزا ترك ملكه لأربعة من أولاده من أصل عشرة، فولّى أحمد ميرزا إقليم سمرقند وبخارى وولّى ألُغ بك إقليم كابل وغزنة، وولّى محمد ميرزا استراباد وهرات. ورابع هؤلاء الأربعة فهو عمر شيخ ميرزا الذي وُلي إمارة فرغانة. فأدى به طموحه للتوسع إلى أن يدخل مع جيرانه من المغول وأصهاره والأتراك إخوته في حروب متواصلة، وتوفي في 899 هـ على أثر سقوطه من أعلى حصن له. وترك الإمارة لإبنه ظهير الدين محمد بابر وهو في الثانية عشرة من عمره.

## هوامش
1. ↑  أحمد محمود الساداتي (1957م). تاريخ المسلمين في شبه القارة الهندية وحضارتهم، الجزء الثاني. القاهرة: مكتبة الآداب. ص. 354-355.